# Torneio Interestadual de Goiânia de 1978
Torneio Interestadual de Goiânia foi uma competição amistosa interestadual de futebol programada para ser disputada na cidade de Goiânia em 1978, que teve a participação de seis equipes, quatro do Estado de Goiás, uma do Estado do Rio de Janeiro e uma do Estado do Rio Grande do Sul,  com cinco partidas programadas para serem cumpridas por cada clube, nas quais todos se enfrentariam, sendo campeã aquela que tivesse o melhor aproveitamento, em disputa pelo Troféu Governador Otávio Lage Siqueira, tendo se sagrado campeão o Goiás.

## Participantes
Atlético Goianiense
 Fluminense
 Goiânia
 Goiás
 Internacional
 Vila Nova

## Classificação
Fonte: 

## Tabela
Todos os jogos programados para serem disputados no Estádio Serra Dourada.
12 de fevereiro - Público: 26.711 pagantes
Goiás 1-2 Goiânia
Fluminense 1-1 Vila Nova
16 de fevereiro - Público: 14.524 pagantes
Goiânia 0-2 Vila Nova
Atlético 1-2 Fluminense
19 de fevereiro - Público: 5.916 pagantes
Fluminense 3-0 Internacional
23 de fevereiro
Atlético 1-4 Goiás
Internacional 3-1 Goiânia
25 de fevereiro
Atlético 1-2 Vila Nova
Goiás 2-1 Internacional
4 de março
Vila Nova 1-2 Goiás
Atlético 2-1 Goiânia
Jogos não realizados:
Atlético - Internacional
Fluminense - Goiânia
Vila Nova - Internacional
Goiás - Fluminense
Nota: O Fluminense, único clube que poderia ultrapassar o Goiás na pontuação, após disputar sua partida contra o Internacional viajou para o interior de Goiás para disputar partida amistosa com o Itumbiara (Flu 3 a 0, em 22/02), retornando de lá para o Rio de Janeiro, acontecendo a mesma coisa com o Internacional após a derrota para o Goiás, aparentemente por atraso nas cotas prometidas pelo governo local.
Clube - Pontos - Jogos
1- Goiás - 8 - 4  
2- Fluminense - 5 - 3 (saldo: 4 gols)
3- Vila Nova - 5 - 4 (saldo: 3 gols)
4- Internacional - 3 - 3
5- Atlético - 2 - 4
6- Goiânia - 0 - 4
| Torneio Interestadual de Goiânia de 1978 |
| ---------------------------------------- |
| Goiás Campeão                            |